# 동이혼
동이혼은 대한민국의 록 밴드다. 2018년 EP 《Rock on》으로 데뷔했다.

## 방송
- 락쿵 (2022) - Top18

## 음반
- Rock on (2018)